# Brian Goodell
Brian Goodell (Stockton, 2 de abril de 1959) es un nadador estadounidense retirado especializado en pruebas de estilo libre media y larga distancia, donde consiguió ser campeón olímpico en 1976 en los 400 y 1500 metros.

## Carrera deportiva
En los Juegos Olímpicos de Montreal 1976 ganó la medalla de oro en los 400 metros libre, además batiendo el récord del mundo con 3:51.93 segundos, y también ganó el oro en los 1500 metros libre, con otro récord el mundo de 15:02.40 segundos, por delante de su compatriota Bobby Hackett.
Y en el Campeonato Mundial de Natación de 1975 celebrado en Cali, Colombia, ganó la plata en los 1500 metros libre.

## Palmarés internacional
| Juegos Olímpicos               | Juegos Olímpicos  | Juegos Olímpicos | Juegos Olímpicos |
| Año                            | Lugar             | Medalla          | Prueba           |
| ------------------------------ | ----------------- | ---------------- | ---------------- |
| 1976                           | Montreal (Canadá) | Medalla de oro   | 400 m libres     |
| 1976                           | Montreal (Canadá) | Medalla de oro   | 1500 m libres    |
| Campeonato Mundial de Natación |                   |                  |                  |
| 1975                           | Cali (Colombia)   | Medalla de plata | 1500 m libre     |